# Mehdi Kirch
Mehdi Kirch (Strasburgo, 27 gennaio 1990) è un calciatore francese, difensore dell'F91 Dudelange.

## Palmarès

### Club

#### Competizioni nazionali
- Campionato lussemburghese: 2

Fola Esch: 2012-2013, 2014-2015